# TL BDZe 4/4
Die BDZe 4/4 der Transports publics de la région lausannoise (TL) waren meterspurige vierachsige Elektrotriebwagen mit Zweitklass- und Gepäckabteil für deren Überlandstrecke Lausanne–Moudon. Im Jahr 1963 wurden die Triebwagen von der Trogenerbahn (TB) übernommen und dort als BDe 4/4 5, 4, 3 bezeichnet. 1978 kamen sie als ET 23.106 und 105 nach Österreich zur von Stern & Hafferl betriebenen Traunseebahn. ET 105 gelangte 2016 zur Association RétroBus Léman.

## Transports publics de la région lausannoise
| Namen |           |
| Nr.   | Name      |
| 191   | La Broye  |
| 192   | La Talent |
| 193   | La Louve  |

1954/55 nahmen die Transports publics de la région lausannoise (TL) für ihre Überlandstrecke nach Moudon die drei BDZe 4/4 191–193 in Betrieb. Der von den Ateliers de constructions mécaniques de Vevey (ACMV) hergestellte Wagenkasten in leichter Stahlbauart trug einen hellblauen/grauen Anstrich. Die Drehgestelle weisen eine Gummifederung System Neidhart/Vevey auf. Die elektrische Ausrüstung lieferte Brown, Boveri & Cie. (BBC). Die Stromabnahme erfolgte wie bei Trolleybussen mit einem Schleifschuhstromabnehmer, die Regulierung der Fahrmotorspannung mit elektromagnetischen Schützen. Der Buchstabe Z wies darauf hin, dass im Gepäckabteil auch Bahnpost transportiert wurde.
Als 1957 die Stadt Lausanne die Umstellung ihrer letzten Tramstrecken auf Bus beschloss, wünschte auch der Kanton Waadt auf denselben Zeitraum die Umstellung der nach Moudon führenden Jorat-Linie. Am 3. März 1963 verkehrten die drei Triebwagen zum letzten Mal auf der Jorat-Linie.

## Trogenerbahn
Noch vor der Betriebsumstellung bei den TL konnte die Trogenerbahn (TB) die drei Motorwagen und drei zugehörige Personenwagen C4 163–165 erwerben. Die drei für 750 Volt Gleichspannung gebauten Triebwagen konnten ohne große Änderungen auf der 1000 Volt aufweisenden TB eingesetzt werden und erhielten die Bezeichnung BDe 4/4 und die Nummern 5, 4 und 3. Die TB passte die Fahrzeuge 1964/65 an ihre Normalien an, in dem sie sie mit einem Scherenstromabnehmer und mit Dachrutenkupplungen versah, die Führerstand-Innentüren und die Nebellampen entfernte und die Stirnlampen durch Scheinwerfer sowie die Westinghouse-Bremse durch die Charmilles-Druckluftbremse ersetzte. Mit der Inbetriebnahme der BDe 4/4 3–5 konnte ein Teil der BDe 4/4 aus dem Jahr 1903 ausrangiert beziehungsweise in die Reserve versetzt werden.
1964 bis 1968 erhielten die Triebwagen pneumatisch betätigte Rückspiegel. 1975 wurde der BDe 4/4 5 wegen einer defekten Drehgestellwiege abgestellt und diente als Ersatzteilspender. Die beiden anderen Triebwagen standen noch bis zur Ablieferung der BDe 4/8 24–25 im Jahr 1977 im Einsatz.

## Traunseebahn

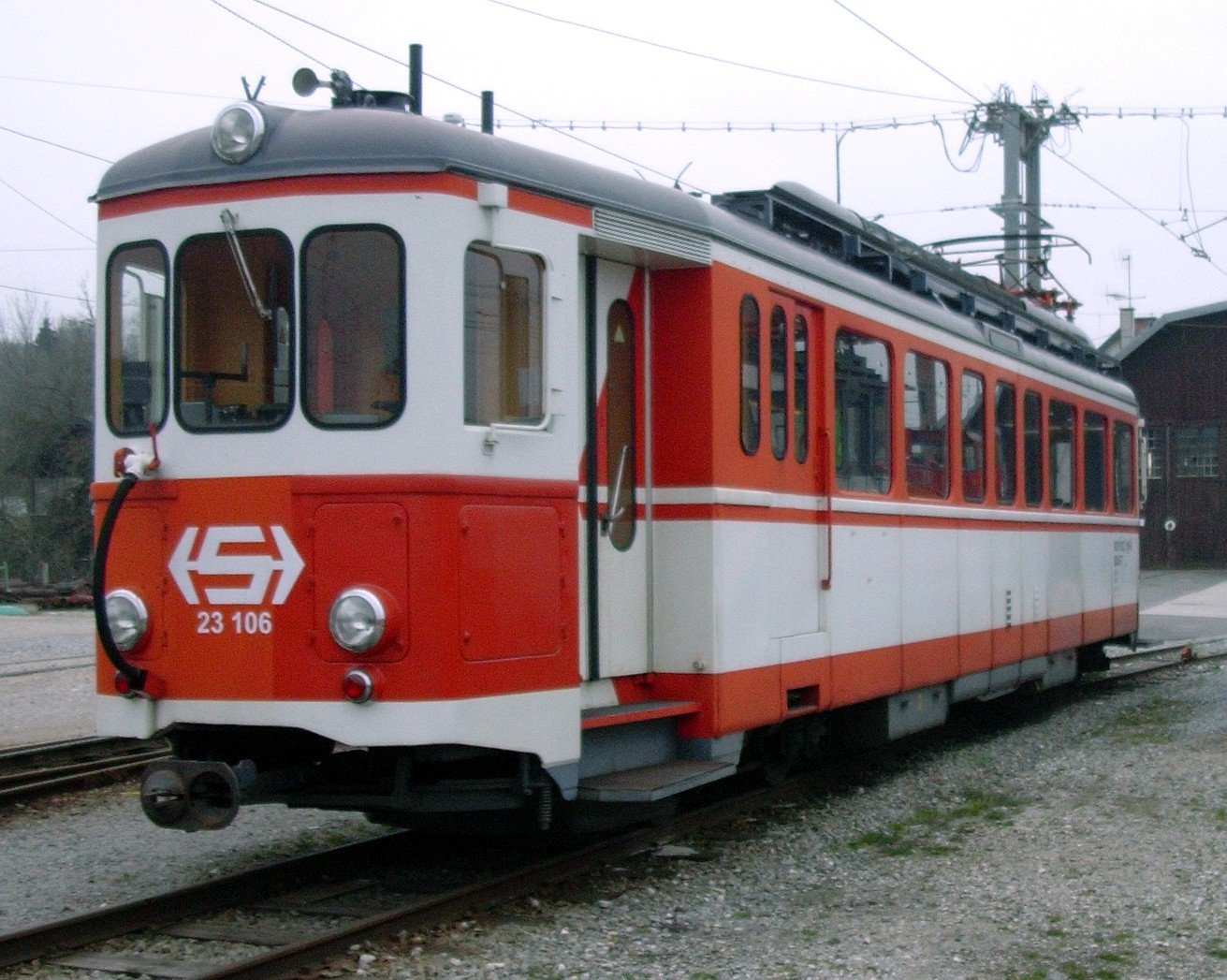
ET 23.106 der Traunseebahn

1978 konnten die drei Triebwagen an die Stern & Hafferl Verkehrsgesellschaft für die mit 750 Volt elektrifizierten Traunseebahn Gmunden–Vorchdorf im Salzkammergut verkauft werden. Wagen 5 kam dort im September 1982 als ET 23.105 und die Nummer 4 im Juli 1984 als 23.106 in Betrieb. Sie leisteten dort wertvolle Dienste, bis sie 2016 von den neuen Tramlink-Niederflurzügen abgelöst wurden. ET 106 wurde daraufhin abgebrochen und ET 105 an die Association RétroBus Léman übergeben, die sich zur Erhaltung alter Fahrzeuge des öffentlichen Personennahverkehrs in Lausanne, Genf und der Waadtländer Riviera einsetzt.